# امرائو جان ادا (رمان)
امرائو جان ادا (اردو: اُمراؤ جان ادا) رمانی به زبان اردو اثر میرزا هادی رسوا (۱۸۵۷–۱۹۳۱) است که اولین بار در سال ۱۸۹۹ منتشر شد. بسیاری این رمان را اولین رمان اردو می‌دانند و داستان یک روسپی درباری و شاعری به همین نام از قرن نوزدهم لکهنؤ را روایت می‌کند که این داستان توسط او برای نویسنده بازگو شده‌است.